# Francesca Weil
Francesca Weil (* 1962 in Reichenbach im Vogtland) ist eine deutsche Historikerin.

## Leben
Von 1981 bis 1985 studierte sie Geschichte, Germanistik und Erziehungswissenschaften an der Pädagogischen Hochschule Leipzig. Nach der Promotion 1988 an der Pädagogischen Hochschule Leipzig war sie von 1988 bis 1995 wissenschaftliche Assistentin an der Sektion Geschichte der Pädagogischen Hochschule Leipzig und am Historischen Seminar der Universität Leipzig. Danach arbeitete sie bis 2002 als wissenschaftliche Mitarbeiterin am Lehrstuhl für Neuere und Zeitgeschichte an der Universität Leipzig, Seit 2003 war sie als Stipendiatin am Hannah-Arendt-Institut an der TU Dresden tätig, seit 2007 ist sie dort wissenschaftliche Mitarbeiterin. Von 2014 bis 2021 leitete sie am Institut das Forschungsfeld „Nationalsozialismus“, seit 2020 leitet sie gemeinsam mit Susanne Schötz das Projekt „Aus, nach und innerhalb von Deutschland migrierte Frauen (1918-2018) – interdisziplinäre Analysen“, seit 2021 gemeinsam mit Anne Klammt den Bereich Datenbanksatz „Der Freiheitskampf“.
Ihre Forschungs- und Lehrschwerpunkte sind Widerstand und politische Verfolgung in der SBZ/DDR, Sozial- und Alltagsgeschichte der DDR, Diktaturenvergleich („Drittes Reich“, SBZ, DDR), Geschichte des MfS der DDR, Transformationsforschung, Geschichte des Nationalsozialismus und Geschlechterforschung. 
Im Auftrag des Deutschen Ärzteblatts führte sie eine Studie zu den Verstrickungen von Ärzten mit dem Ministerium für Staatssicherheit (MfS) der DDR durch.

## Schriften (Auswahl)
- Zur historischen Entwicklung der Vereinbarkeit von Berufstätigkeit und Mutterschaft in der VR Polen in den Jahren 1971 bis 1986. 1988, OCLC 722152714.
- Herrschaftsanspruch und soziale Wirklichkeit. Zwei sächsische Betriebe in der DDR während der Honecker-Ära. Köln 2000, ISBN 3-412-02600-X.
- Entmachtung im Amt. Bürgermeister und Landräte im Kreis Annaberg 1930–1961. Köln 2004, ISBN 3-412-17403-3.
- Zielgruppe Ärzteschaft. Ärzte als inoffizielle Mitarbeiter des Ministeriums für Staatssicherheit der DDR. Göttingen 2008, ISBN 3-89971-423-7.
- Verhandelte Demokratisierung. Die Runden Tische der Bezirke 1989/90 in der DDR. Göttingen 2011, ISBN 3-89971-881-X.
- Die Runden Tische in der DDR 1989/90. Erfurt 2014, ISBN 978-3-943588-41-5.
- mit Mike Schmeitzner: Sachsen 1933–1945. Der historische Reiseführer. Dresden 2019, OCLC 1178790724.
- Uns geht es scheinbar wie dem Führer …. Zur späten sächsischen Kriegsgesellschaft (1943–1945). Göttingen 2020, ISBN 3-8471-0993-6.